# Ruth Sandner
Ruth Sandner (* 1974 in Vilshofen an der Donau) ist eine deutsche Archäologin und Denkmalpflegerin. Sie ist Mitglied im Verband der Landesarchäologien.

## Werdegang
Ruth Sandner studierte Ur- und Frühgeschichte, Klassische Archäologie und Kunstgeschichte an der Universität Regensburg. Ein Auslandsaufenthalt führte sie an die Universität Wien. Nach dem Ende des Studiums 2001 arbeitete sie an ihrer Dissertation Siedlungsarchäologische Untersuchungen auf dem Schloss-, dem Kirchen- und dem Hirmesberg oberhalb Kallmünz, Lkr. Regensburg/Opf. und wurde 2005 in Regensburg promoviert. Zeitweise arbeitete sie an der Abteilung Athen des Deutschen Archäologischen Instituts. Seit 2006 arbeitete sie im Landratsamt Kelheim, wo sie unter anderem mit dem Kreisarchäologen Michael Rind zusammenarbeitete. Nachdem dieser 2008 als Direktor zur LWL-Archäologie für Westfalen gewechselt war, wurde Sandner zum März 2009 dessen Nachfolgerin als Kreisarchäologin, wobei die Stelle jedoch von einer vollen auf eine halbe Stelle reduziert wurde. Zum 1. Dezember 2010 wechselte sie deshalb schon in Nachfolge von Erich Claßen als Gebietsreferentin des Bayerischen Landesamtes für Denkmalpflege nach Ingolstadt.
Mittlerweile arbeitet Sandner in der Abteilung Praktische Denkmalpflege – Bodendenkmäler, Referat B II Niederbayern/Oberpfalz des Bayerischen Landesamtes für Denkmalpflege. Hier ist sie als Referatsleiterin für die Landkreise Kelheim, Landshut (nicht aber die Stadt Landshut) und Rottal-Inn in Niederbayern sowie Tirschenreuth und die Städte Weiden in der Oberpfalz und Regensburg in der Oberpfalz zuständig. Sie ist einer der sechs bayerischen Vertreter im Verband der Landesarchäologien. Daneben lehrt sie als Dozentin an der Universität Regensburg. Seit 2019 ist sie Mitherausgeber der Schriftenreihe Fines Transire, in der die Ergebnisse der nationenübergreifenden Jahrestagungen der Archäologischen Arbeitsgemeinschaft Ostbayern/West- und Südböhmen/Oberösterreich publiziert werden.

## Publikationen (Auswahl)
Monografien
- Siedlungsarchäologische Untersuchungen auf dem Schloss-, dem Kirchen- und dem Hirmesberg oberhalb Kallmünz, Lkr. Regensburg/Opf. (= Regensburger Beiträge zur prähistorischen Archäologie, Band 14). Universitätsverlag Regensburg/Habelt, Regensburg/Bonn 2005, ISBN 3-930480-47-6.
- mit Michael Rind: Archäologiepark Altmühltal. Ein Reiseführer in die Vorzeit. Schnell + Steiner, Regensburg 2009, ISBN 978-3-7954-2106-9.
- mit Adolf Leitl und Peter Sandner: Die Donauübergänge bei Winzer. Geschichte von Furten, Fähren und Donau-Wald-Brücke. Duschl, Winzer 2013, ISBN 978-3-941425-49-1.
- mit Martina Pohl, Gerd Riedel, Stephanie Righetti-Templer und Andreas J. Schmidt: Schwarze Kunst in Ingolstadt. 110 Jahre Gießereigeschichte. Begleitheft zur Ausstellung im Stadtmuseum. Verlag Dr. Faustus, Büchenbach2019, ISBN 978-3-932113-83-3.

Mitherausgeberschaften
- Archäologische Arbeitsgemeinschaft Ostbayern/West- und Südböhmen/Oberösterreich. 19. Treffen, 17. bis 20. Juni 2009 in Prachatice = Archeologická pracovní skupina východni Bavorsko/západní a jižni Čechy/Horní Rakousko (= Fines Transire, Jahrgang 19). Verlag Marie Leidorf, Rahden/Westfalen 2010, ISBN 978-3-89646-214-5.
- Archäologische Arbeitsgemeinschaft Ostbayern/West- und Südböhmen/Oberösterreich. 20. Treffen, 23. bis 26. Juni 2010 in Eschenbach i. d. OPf. = Archeologická pracovní skupina východni Bavorsko/západní a jižni Čechy/Horní Rakousko (= Fines Transire, Jahrgang 20). Verlag Marie Leidorf, Rahden/Westfalen 2011, ISBN 978-3-89646-215-2.
- Archäologische Arbeitsgemeinschaft Ostbayern/West- und Südböhmen/Oberösterreich. 21. Treffen, 22. bis 25. Juni 2011 in Stříbro = Archeologická pracovní skupina východni Bavorsko/západní a jižni Čechy/Horní Rakousko (= Fines Transire, Jahrgang 21). Verlag Marie Leidorf, Rahden/Westfalen 2013, ISBN 978-3-89646-216-9.
- Archäologische Arbeitsgemeinschaft Ostbayern/West- und Südböhmen/Oberösterreich. 22. Treffen, 20. bis 23. Juni 2012, Attersee-Mondsee = Archeologická pracovní skupina východni Bavorsko/západní a jižni Čechy/Horní Rakousko (= Fines Transire, Jahrgang 22). Verlag Marie Leidorf, Rahden/Westfalen 2013, ISBN 978-3-89646-217-6.
- Archäologische Arbeitsgemeinschaft Ostbayern/West- und Südböhmen/Oberösterreich. 23. Treffen, 19. bis 22. Juni 2013 in Kostenz = Archeologická pracovní skupina východni Bavorsko/západní a jižni Čechy/Horní Rakousko (= Fines Transire, Jahrgang 23). Verlag Marie Leidorf, Rahden/Westfalen 2014, ISBN 978-3-89646-218-3.
- Archäologische Arbeitsgemeinschaft Ostbayern/West- und Südböhmen/Oberösterreich. 24. Treffen, 18. bis 21. Juni 2014 in Bechyně = Archeologická pracovní skupina východni Bavorsko/západní a jižni Čechy/Horní Rakousko (= Fines Transire, Jahrgang 24). Verlag Marie Leidorf, Rahden/Westfalen 2015, ISBN 978-3-89646-219-0.
- Archäologische Arbeitsgemeinschaft Ostbayern/West- und Südböhmen/Oberösterreich. 26. Treffen, 22. bis 25. Juni 2016 in Plzeň = Archeologická pracovní skupina východni Bavorsko/západní a jižni Čechy/Horní Rakousko (= Fines Transire, Jahrgang 26). Verlag Marie Leidorf, Rahden/Westfalen 2017, ISBN 978-3-89646-221-3.
- Archäologische Arbeitsgemeinschaft Ostbayern/West- und Südböhmen/Oberösterreich. 27. Treffen, 21. bis 24. Juni 2017 in Schlögen = Archeologická pracovní skupina východni Bavorsko/západní a jižni Čechy/Horní Rakousko (= Fines Transire, Jahrgang 27). Verlag Marie Leidorf, Rahden/Westfalen 2018, ISBN 978-3-89646-222-0.
- Archäologische Arbeitsgemeinschaft Ostbayern/West- und Südböhmen/Oberösterreich. 28. Treffen, 13. bis 16. Juni 2018 in Niederalteich = Archeologická pracovní skupina východni Bavorsko/západní a jižni Čechy/Horní Rakousko (= Fines Transire, Jahrgang 28). Verlag Marie Leidorf, Rahden/Westfalen 2019, ISBN 978-3-89646-223-7.
- Archäologische Arbeitsgemeinschaft Ostbayern/West- und Südböhmen/Oberösterreich. 29. Treffen, 5. bis 8. Juni 2019 in Žumberk = Archeologická pracovní skupina východni Bavorsko/západní a jižni Čechy/Horní Rakousko (= Fines Transire, Jahrgang 29). Verlag Marie Leidorf, Rahden/Westfalen 2020, ISBN 978-3-89646-224-4.
- Archäologische Arbeitsgemeinschaft Ostbayern/West- und Südböhmen/Oberösterreich. 30. Treffen, 22. bis 24. Juni 2022 in Flossenbürg = Archeologická pracovní skupina východni Bavorsko/západní a jižni Čechy/Horní Rakousko (= Fines Transire, Jahrgang 30). Verlag Marie Leidorf, Rahden/Westfalen 2023, ISBN 978-3-89646-183-4.